# Two Jacks
Two Jacks is een Amerikaanse film uit 2012, geschreven en geregisseerd door Bernard Rose. De film is een bewerking van Lev Tolstojs kortverhaal Twee huzaren uit 1856.

## Verhaal
In 1992 keert Jack, een legendarische filmmaker, na een lange afwezigheid terug naar Hollywood. Hij is op zoek naar financiering voor zijn nieuwe filmproject. Zijn terugkeer naar Tinseltown wordt ingeluid door een reeks avonturen, terwijl hij vrijuit drinkt, een mooie vrouw genaamd Diana verleidt, ruzie maakt met studiobestuurders en uiteindelijk geld krijgt voor zijn nieuwe project door een pokerspel te winnen. Twintig jaar later arriveert de zoon van de filmmaker in Hollywood om zijn regiedebuut te maken, terwijl hij zich afvraagt of hij de gave van zijn vader heeft geërfd.

## Rolverdeling
| Acteur            | Personage                  |
| ----------------- | -------------------------- |
| Danny Huston      | Jack Hussar sr.            |
| Sienna Miller     | Diana                      |
| Jack Huston       | Jack Hussar jr.            |
| Jacqueline Bisset | Diana – twintig jaar later |
| Billy Zane        | Max Faraday                |
| Izabella Miko     | Dana                       |
| Richard Portnow   | Lorenzo                    |
| Guy Burnet        | Paul                       |

## Release
De film ging in première op 25 augustus 2012 op het Internationaal filmfestival van Montreal.

## Ontvangst
Op Rotten Tomatoes heeft Two Jacks een waarde van 38% en een gemiddelde score van 4,60/10, gebaseerd op 16 recensies. Op Metacritic heeft de film een gemiddelde score van 38/100, gebaseerd op 11 recensies.

## Prijzen en nominaties
De belangrijkste:
| Jaar | Prijs                                    | Categorie                | Genomineerde(n) | Uitslag     |
| ---- | ---------------------------------------- | ------------------------ | --------------- | ----------- |
| 2012 | Internationaal filmfestival van Montreal | Grand Prix des Amériques | Bernard Rose    | Genomineerd |